# Charaxes ludovici
Charaxes ludovici är en fjärilsart som beskrevs av Rousseau-decelle 1933. Charaxes ludovici ingår i släktet Charaxes och familjen praktfjärilar. Inga underarter finns listade i Catalogue of Life.